# Luis Alberto Urteaga
Luis Alberto Urteaga Castaneda (30 de dezembro de 1960) é um ex-pentatleta olímpico peruano. 

## Carreira
Luis Alberto Urteaga representou o seu páis nos Jogos Olímpicos de 1992, na qual ficou na 65° posição no individual. 